# Чемпионат Нидерландов по конькобежному спорту на отдельных дистанциях 2015
Чемпионат Нидерландов по конькобежному спорту на отдельных дистанциях среди мужчин и среди женщин 2015 года прошёл 31 октября — 2 ноября 2014 года на катке Тиалф в Херенвене, Нидерланды.

## Медалисты

### Мужчины
| Дистанция | Золото                         | Золото                 | Серебро                            | Серебро                | Бронза                               | Бронза                 |
| --------- | ------------------------------ | ---------------------- | ---------------------------------- | ---------------------- | ------------------------------------ | ---------------------- |
| 500 м × 2 | Ян Смекенс Team LottoNL-Jumbo  | 69,870 (35,02 и 34,85) | Михел Мюлдер Team Beslist.nl       | 70,380 (35,15 и 35,23) | Пим Схиппер Team Beslist.nl          | 70,590 (35,41 и 35,18) |
| 1000 м    | Кьелд Нёйс Team LottoNL-Jumbo  | 1.08,25                | Стефан Гротхёйс Team LottoNL-Jumbo | 1.08,56                | Кун Вервей Team Corendon             | 1.09,15                |
| 1500 м    | Свен Крамер Team LottoNL-Jumbo | 1.46,14                | Кун Вервей Team Corendon           | 1.46,47                | Томас Крол Team Beslist.nl           | 1.46,47                |
| 5000 м    | Свен Крамер Team LottoNL-Jumbo | 6.16,60                | Йоррит Бергсма Clafis              | 6.18,49                | Ваутер Олде Хёвел Team LottoNL-Jumbo | 6.21,47                |
| 10000 м   | Йоррит Бергсма Clafis          | 12.59,16               | Боб Де Йонг Team New Balance       | 13.07,98               | Эрик Ян Коиман Clafis                | 13.09,84               |

### Женщины
| Дистанция | Золото                       | Золото                 | Серебро                      | Серебро                | Бронза                                    | Бронза                 |
| --------- | ---------------------------- | ---------------------- | ---------------------------- | ---------------------- | ----------------------------------------- | ---------------------- |
| 500 м × 2 | Маргот Бур Team Continu      | 76,700 (38,31 и 38,39) | Тейсье Унема Team Continu    | 76,890 (38,52 и 38,37) | Бо ван дер Верф AfterPay-Development Team | 77,450 (38,84 и 38,61) |
| 1000 м    | Маррит Ленстра Team Corendon | 1.15,17                | Ирен Вюст Team Continu       | 1.15,28                | Лаурине Ван Риссен Team LottoNL-Jumbo     | 1.16,59                |
| 1500 м    | Ирен Вюст Team Continu       | 1.55,43                | Маррит Ленстра Team Corendon | 1.57,27                | Антоинетте де Йонг Clafis                 | 1.57,54                |
| 3000 м    | Ирен Вюст Team Continu       | 4.04,50                | Йорин Ворхёйс Team Continu   | 4.06,00                | Карлейн Ахтеректе Clafis                  | 4.07,13                |
| 5000 м    | Карин Клейбёкер Clafis       | 7.00,67                | Карлейн Ахтеректе Clafis     | 7.02,45                | Йорин Ворхёйс Team Continu                | 7.03,54                |